# Кингсли, Мэри
Мэри Хенриетта Кингсли (англ. Mary Kingsley, 13 октября 1862, Лондон — 3 июня 1900, Саймонстаун, Южная Африка) — английская писательница и исследовательница Африки, оказавшая существенное влияние на представление европейцев о тропической Африке.

## Биография

### До путешествий в Африку
Мэри Кингсли была старшим ребёнком в семье путешественника и писателя Джорджа Кингсли и Мэри Бейли. Её дядями были романисты Чарльз и Генри Кингсли. Менее чем через год после её рождения семья переехала в Хайгейт, где в 1866 году родился брат Мэри, Чарльз. С 1870 по 1875 год её отец находился в Северной Америке, и по возвращении выступил против несправедливого отношения к коренному населению США. Вероятно, что взгляды Чарльза Кингсли существенно повлияли на отношение Мэри к британской колониальной политике в Африке.
Мэри Кингсли фактически не получила формального образования, даже школьного, но имела доступ к богатой библиотеке своего отца. Известно, что она не проявляла интереса к популярным в то время романам, предпочитая научную литературу и воспоминания путешественников. В 1880-е годы её мать серьёзно заболела, и Мэри находилась неотлучно при ней, не имея возможности отойти более, чем на несколько часов. В 1892 году оба её родителя умерли, она унаследовала сумму в 4300 фунтов и получила возможность путешествовать. Мэри Кингсли решила предпринять путешествие в Африку, чтобы собрать фактический материал и закончить книгу об африканских культурах, начатую её отцом.

### Путешествия в Африку
После короткого путешествия на Канарские острова Мэри Кингсли начала приготовления к путешествию в Западную Африку. При этом ей необходимо было поломать стереотип, согласно которому в Африку могли отправляться лишь жёны миссионеров, правительственных чиновников и исследователей. Викторианская ментальность не допускала возможности путешествий по подобным местам для одинокой женщины.
17 августа 1893 года Мэри Кингсли высадилась в Сьерра-Леоне, а затем продолжила путешествие в Луанду. В Анголе она училась у местного населения навыкам выживания в джунглях и часто путешествовала в одиночестве, без проводников. Перед путешествием Мэри также получила профессию медсестры, что существенно помогло ей. В декабре того же года она вернулась в Англию. Там она заручилась помощью известного зоолога Альберта Гюнтера, а также заключила письменный договор с издателем Джорджем Макмилланом о публикации её дневников.
В декабре 1894 года Мэри Кингсли снова отправилась в Африку. Она собиралась изучать племена каннибалов и их традиционную религию. В апреле она познакомилась с шотландским миссионером Мэри Слиссор, которая, как и Мэри Кингсли, жила одна среди туземных племён и не была замужем.
В Габоне Мэри Кингсли поднялась вверх по реке Огове и собрала образцы ранее неизвестных видов рыб. Позже три вида были названы в её честь. Проведя некоторое время в племени фанг, она затем поднялась на вулкан Камерун по ранее неизвестному пути.

### Возвращение в Англию
Мэри Кингсли вернулась в Англию в ноябре 1895 года. У неё брали множество интервью, однако журналисты создали её образ как феминистки. Сама Кингсли была с этим несогласна, и вынуждена была опровергать публикации, сообщая, например, что в Африке она ни разу не надевала брюки. В последующие три года она путешествовала по стране с лекциями. Она стала первой женщиной, выступившей в Ливерпульской и Манчестерской торговых палатах.
Она также критиковала миссионеров за попытки изменить африканцев, чем навлекла недовольство Англиканской церкви. Она рассказывала об аспектах жизни туземных племён, многие из которых, например, полигамия, казались шокирующими европейским обывателям. Она также выступала против идеи, что чёрные находятся на более низкой ступени развития, чем белые, но утверждала, что их жизненные уклады различаются, при этом ни один не имеет преимущества перед другим.

### Южная Африка
Во время Англо-Бурской войны Кингсли отправилась в Кейптаун и записалась медсестрой. Она работала в госпитале Симонстауна, занимаясь пленными бурами. Через два месяца она заразилась тифом и умерла 3 июня 1900 года. Согласно завещанию, её тело было похоронено в море.

## Литературная деятельность
Мэри Кингсли написала две книги о своих путешествиях в Африку: Travels in West Africa (1897) и West African Studies (1901), которыми завоевала уважение в научном сообществе. Однако некоторые газеты, включая Times, отказывались публиковать рецензии на её книги, по всей видимости, из-за несогласия Кингсли с британской колониальной политикой.